# Sulpicij Aleksander
Sulpicij Aleksander (latinsko Sulpicius Alexander) je bil poznostarorimski zgodovinar, ki je živel verjetno v poznem 4. in/ali zgodnjem 5. stoletju. 
O njem je malo znanega. Špekulativno ga je mogoče istovetiti z dvema rimskima uradnikoma iz 380. let, ki se omenjata v  Simahovih pismih: eden je bil leta 380 praeses ene od zahodnih provinc, drugi pa je služil kot tribunus et notarius (visoko rangiran cesarjev zaupni tajnik), od leta 387 pod Valentinijanom II. in nato pod uzurpatorjem Magnom Maksimom.
Sulpicij Aleksander je napisal zgodovinsko delo, ki je obsegalo vsaj štiri knjige in zajemalo obdobje vsaj do smrti cesarja Valentinijana II. (392). Sulpicijeva Zgodovina se ni ohranila, vendar jo je v 6. stoletju kot vir uporabil Gregor iz Toursa za pisanje svoje zgodovine Decem Libri Historiarum in jo v 2. knjigi celo podrobno citiral. Zgodovina Sulpicija  Aleksandra je bila skupaj s poročilom Renata Profutura Frigerida verjetno eden glavnih Gregorjevih virov za zgodnjo zgodovino Frankov. Ohranjeni odlomki dajejo pomembne podatke o Frankih in razmerah na dvoru cesarja Valentinijana II. 
Tako Sulpicij Aleksander kot Frigerid sta se očitno držala izročil klasičnega zgodovinopisja, ki je ponovno zacvetelo v pozni antiki. Pri Sulpiciju Aleksandru je neuspeli pohod Rimljanov proti Frankom leta 388 predstavljen v odlomku, ki ga je prepisal Gregor iz Toursa. Možno je, da je Sulpicij Aleksander svoje delo napisal po Amijanu Marcelinu, ki je svoje Res Gestae dokončal leta 378.